# Paardensport op de Olympische Zomerspelen 1964
Paardensport is een van de sporten die beoefend werden tijdens de Olympische Zomerspelen 1964 in Tokio.

## dressuur

### individueel
| rang   | sporter                               | paard       | land | score  |
| ------ | ------------------------------------- | ----------- | ---- | ------ |
| Goud   | Henri Chammartin                      | Woermann    | SUI  | 1504.0 |
| Zilver | Harry Boldt                           | Remus       | EUA  | 1503.0 |
| Brons  | Sergej Filatov                        | Absent      | URS  | 1486.0 |
| 4      | Gustav Fischer                        | Wald        | SUI  | 1485.0 |
| 5      | Josef Neckermann                      | Antoinette  | EUA  | 1429.0 |
| 6      | Reiner Klimke                         | Dux         | EUA  | 1404.0 |
| 7      | Marianne Gossweiler                   | Stephan     | SUI  | 802.0  |
| 8      | Patricia Galvin de la Tour d'Auvergne | Rathpatrick | USA  | 783.0  |

### team
| rang   | sporter                                                            | paard                         | land | score             | totaal |
| ------ | ------------------------------------------------------------------ | ----------------------------- | ---- | ----------------- | ------ |
| Goud   | Harry Boldt Reiner Klimke Josef Neckermann                         | Remus Dux Antoinette          | EUA  | 889.0 837.0 832.0 | 2558.0 |
| Zilver | Henri Chammartin Gustav Fischer Marianne Gossweiler                | Woermann Wald Stephan         | SUI  | 870.0 854.0 802.0 | 2526.0 |
| Brons  | Sergej Filatov Ivan Kizimov Ivan Kalita                            | Absent Ichor Moar             | URS  | 847.0 758.0 706.0 | 2311.0 |
| 4      | Patricia Galvin de la Tour d'Auvergne Anne Newberry Karen McIntosh | Rathpatrick Forstrat Malteser | USA  | 783.0 707.0 640.0 | 2130.0 |
| 5      | William Hamilton Hans Wikne Bengt Ljundquist                       | Delicado Gaspari Karat        | SWE  | 777.0 753.0 538.0 | 2068.0 |
| 6      | Kikuko Inoue Nagahira Okabe Yoritsune Matsudaira                   | Katsunobori Seiha Hamachidori | JPN  | 648.0 589.5 542.0 | 1779.5 |

## eventing

### individueel
| rang   | sporter          | paard        | land | score  |
| ------ | ---------------- | ------------ | ---- | ------ |
| Goud   | Mauro Checcoli   | Surbean      | ITA  | +64.40 |
| Zilver | Carlos Moratorio | Chalan       | ARG  | +56.40 |
| Brons  | Fritz Ligges     | Donkosak     | EUA  | +49.20 |
| 4      | Michael Page     | Grasshopper  | USA  | +47.40 |
| 5      | Anthony Cameron  | Black Salmon | IRL  | +46.53 |
| 6      | Horst Karsten    | Condora      | EUA  | +36.60 |
| 7      | Bill Roycroft    | Eldorado     | AUS  | +32.20 |
| 8      | Richard Meade    | Barberry     | GBR  | +29.73 |

### team
| rang   | sporter                                                               | paard                                          | land | score                       | totaal  |
| ------ | --------------------------------------------------------------------- | ---------------------------------------------- | ---- | --------------------------- | ------- |
| Goud   | Mauro Checcoli Paolo Angioni Giuseppe Ravano Alessandro Argenton      | Surbean King Royal Love Scottie                | ITA  | +64.40 +17.87 +3.53 DNF     | 85.80   |
| Zilver | Michael Page Kevin Freeman Michael Plumb Helena DuPont                | Grasshopper Gallopade Bold Minstrel Mr. Wister | USA  | +47.40 +17.13 +1.33 -223.93 | 65.86   |
| Brons  | Fritz Ligges Horst Karsten Gerhard Schulz Karl-Heinz Fuhrmann         | Donkosak Condora Balza X Mohamet               | EUA  | +49.20 +36.60 -29.07 -50.00 | 56.73   |
| 4      | Anthony Cameron Thomas Brennan Edward Harty Henry Freeman-Jackson     | Black Salmon Kilkenny San Michele St. Finnbar  | IRL  | +46.53 +1.13 -4.80 -68.73   | 42.86   |
| 5      | German Gazjoemov Boris Konkov Pavel Dejev Saibattal Moersalimov       | Gran Rumb Satrap Dsjigit                       | URS  | +23.47 -10.97 -32.13 -53.87 | -19.63  |
| 6      | Carlos Moratorio Elvio Flores Juan Gesualdi Julio Efrain Henry        | Chalan Legitima Morrina Imperioso              | ARG  | +56.40 -2.73 -88.47 DNF     | -34.80  |
| 7      | Bill Roycroft Brien Cobcrott John Kelly Neale Lavis                   | Eldorado Stony Crossing Brigalow Mirrabooka    | AUS  | +32.20 +8.40 -107.87 DNF    | -67.27  |
| 8      | Jack Le Goff Jean de Croutte de St. Martin Hughes Landon Jehan Le Roy | Léopard Mon Clos Laurier Garden                | FRA  | -37.87 -38.47 -57.53 DNF    | -133.87 |

## springconcours

### individueel
| rang   | sporter                     | paard        | land | score |
| ------ | --------------------------- | ------------ | ---- | ----- |
| Goud   | Pierre Jonquères d'Oriola   | Lutteur B    | FRA  | 9.00  |
| Zilver | Hermann Schridde            | Dozent II    | EUA  | 13.75 |
| Brons  | Peter Robeson               | Firecrest    | GBR  | 16.00 |
| 4      | Thomas Fahey                | Bonvale      | AUS  | 16.00 |
| 5      | Joaquim Miguel Duarte Silva | Jeune France | POR  | 20.00 |
| 5      | Nelson Pessoa Filho         | Huipil       | BRA  | 20.00 |
| 7      | Frank Chapot                | San Lucas    | USA  | 20.50 |
| 8      | Kurt Jarasinski             | Torro        | EUA  | 22.25 |

### team
| rang   | sporter                                                                       | paard                                 | land | score             | totaal |
| ------ | ----------------------------------------------------------------------------- | ------------------------------------- | ---- | ----------------- | ------ |
| Goud   | Hermann Schridde Kurt Jarasinski Hans Günter Winkler                          | Dozent II Torro Fidelitas             | EUA  | 13.75 22.25 32.50 | 68.50  |
| Zilver | Pierre Jonquères d'Oriola Janou Lefèbvre Guy Lefrant                          | Lutteur B Kenavo D Monsieur de Littry | FRA  | 9.00 32.00 36.75  | 77.75  |
| Brons  | Piero D'Inzeo Raimondo D'Inzeo Graziano Mancinelli                            | Sun Beam Posillipo Rockette           | ITA  | 24.50 28.00 36.00 | 88.50  |
| 4      | Peter Robeson David Broome William Barker                                     | Firecrest Jacopo North Flight         | GBR  | 16.00 37.00 44.25 | 97.25  |
| 5      | Jorge Canaves Hugo Arrambide Carlos Delia                                     | Confinado Chimbote Popin              | ARG  | 29.50 34.25 37.25 | 101.00 |
| 6      | Frank Chapot Kathryn Kusner Mary Mairs                                        | San Lucas Untouchable Tomboy          | USA  | 20.50 29.75 56.75 | 107.00 |
| 7      | Thomas Fahey Bridget MacIntyre Kevin Bacon                                    | Bonvale Coronation Ocean Foam         | AUS  | 16.00 39.50 53.50 | 109.00 |
| 8      | Francisco Goyoaga Caamaño Enrique Martínez de Vallejo Antonio Queipo de Llano | Kif-Kif B Eolo IV Infernal            | ESP  | 35.00 40.00 43.75 | 118.75 |

## Medaillespiegel
| rang   | land               | goud | zilver | brons | totaal |
| ------ | ------------------ | ---- | ------ | ----- | ------ |
| 1      | Duits eenheidsteam | 2    | 2      | 2     | 6      |
| 2      | Italië             | 2    | 0      | 1     | 3      |
| 3      | Frankrijk          | 1    | 1      | 0     | 2      |
| 3      | Zwitserland        | 1    | 1      | 0     | 2      |
| 5      | Argentinië         | 0    | 1      | 0     | 1      |
| 5      | Verenigde Staten   | 0    | 1      | 0     | 1      |
| 7      | Sovjet-Unie        | 0    | 0      | 2     | 2      |
| 8      | Groot-Brittannië   | 0    | 0      | 1     | 1      |
| totaal | totaal             | 6    | 6      | 6     | 18     |

Parijs 1900 · 
Stockholm 1912 · 
Antwerpen 1920 · 
Parijs 1924 · 
Amsterdam 1928 · 
Los Angeles 1932 · 
Berlijn 1936 · 
Londen 1948 · 
Helsinki 1952 · 
Melbourne 1956 · 
Rome 1960 · 
Tokio 1964 · 
Mexico-stad 1968 · 
München 1972 · 
Montréal 1976 · 
Moskou 1980 · 
Los Angeles 1984 · 
Seoel 1988 · 
Barcelona 1992 · 
Atlanta 1996 · 
Sydney 2000 · 
Athene 2004 · 
Peking 2008 · 
Londen 2012 · 
Rio de Janeiro 2016 · 
Tokio 2020 · 
Parijs 2024 · 
Los Angeles 2028
Medaillewinnaars
Atletiek · Basketbal · Boksen · Gewichtheffen · Hockey · Honkbal (demonstratie) · Judo · Kanovaren · Moderne vijfkamp · Paardensport · Roeien · Schermen · Schietsport · Schoonspringen · Turnen · Voetbal · Volleybal · Waterpolo · Wielersport · Worstelen · Zeilen · Zwemmen